# Бурти (Новоукраїнський район)
Бурти́ — село в Україні, у Новомиргородській міській громаді Новоукраїнського району Кіровоградської області. Населення становить 228 осіб. Площа села — 161,22 га.

## Географія
У селі бере початок річка Буртка.

## Історія

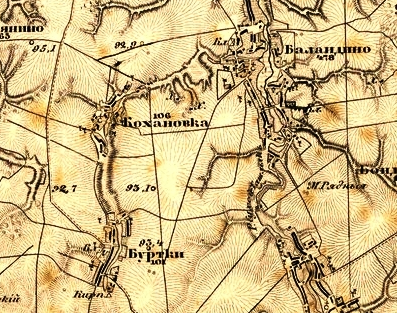
Бурти на військово-топографічній карті 1869 року

В XIX столітті Бурти належали до Кам'янської волості Чигиринського повіту Київської губернії.
Одна з колишніх назв села — Буртки.

## Населення
Згідно з переписом УРСР 1989 року чисельність наявного населення села становила 293 особи, з яких 109 чоловіків та 184 жінки.
За переписом населення України 2001 року в селі мешкало 228 осіб.

### Мова
Розподіл населення за рідною мовою за даними перепису 2001 року:
| Мова       | Відсоток |
| ---------- | -------- |
| українська | 98,25 %  |
| російська  | 0,88 %   |
| білоруська | 0,44 %   |
| молдовська | 0,44 %   |

## Вулиці
В Буртах налічується дві вулиці — вул. 70-річчя Жовтня та вул. Степова.